# Peter Busmann

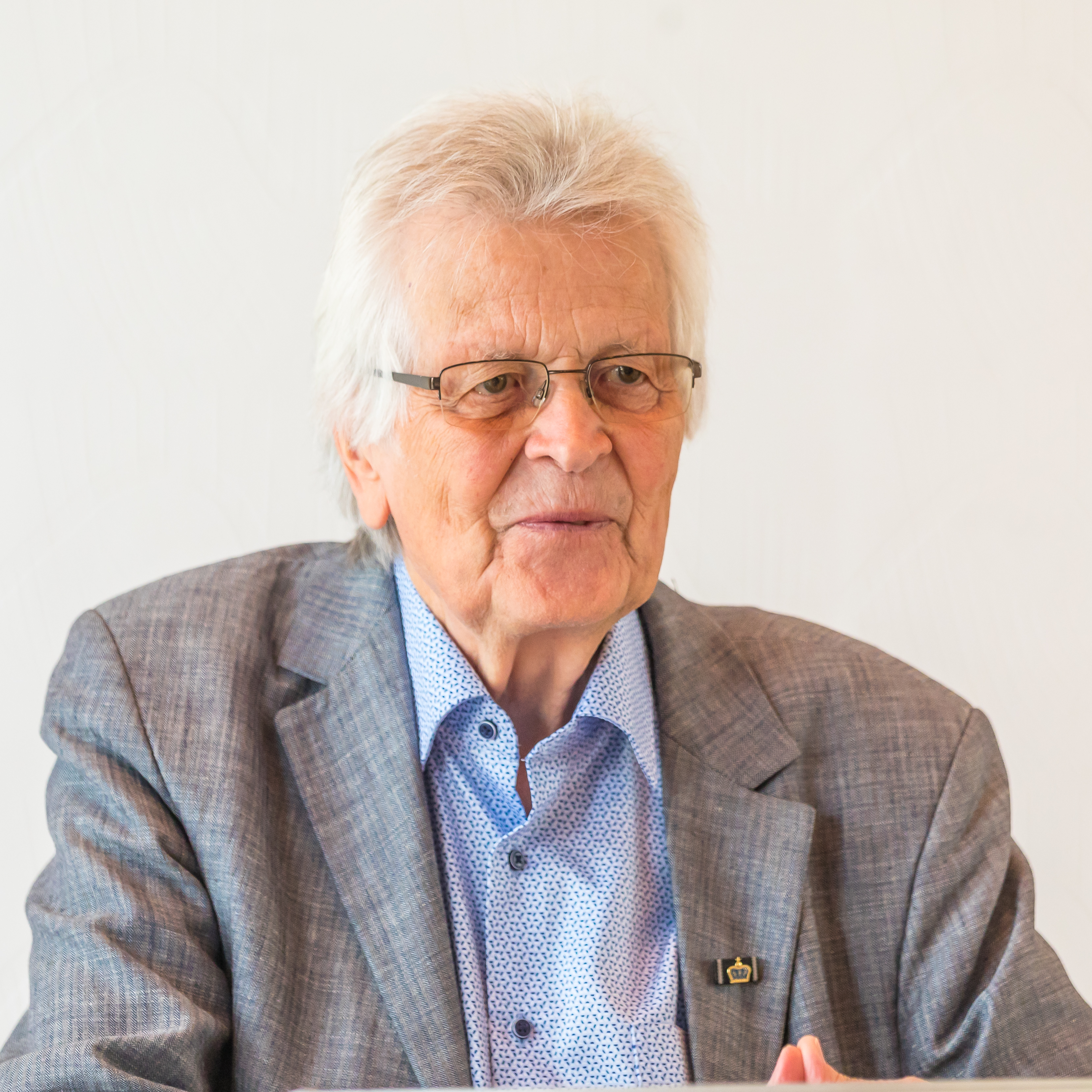
Peter Busmann, 2023

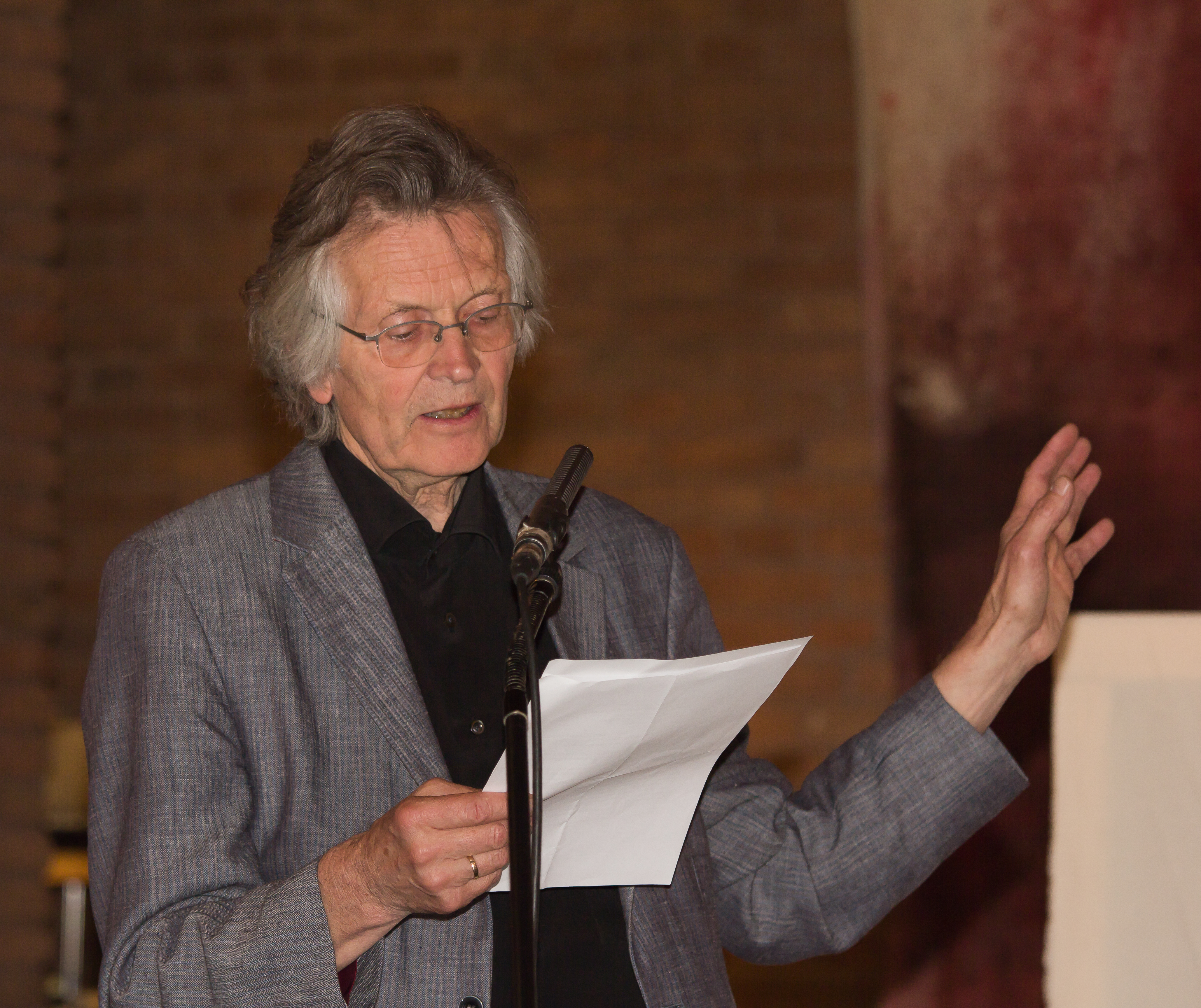
Peter Busmann verliest ein Grußwort von Dani Karavan anlässlich der Finissage zur Ausstellung „Dani Karavan - Gedenkorte und Environments“ in der Lutherkirche, Köln (2011)

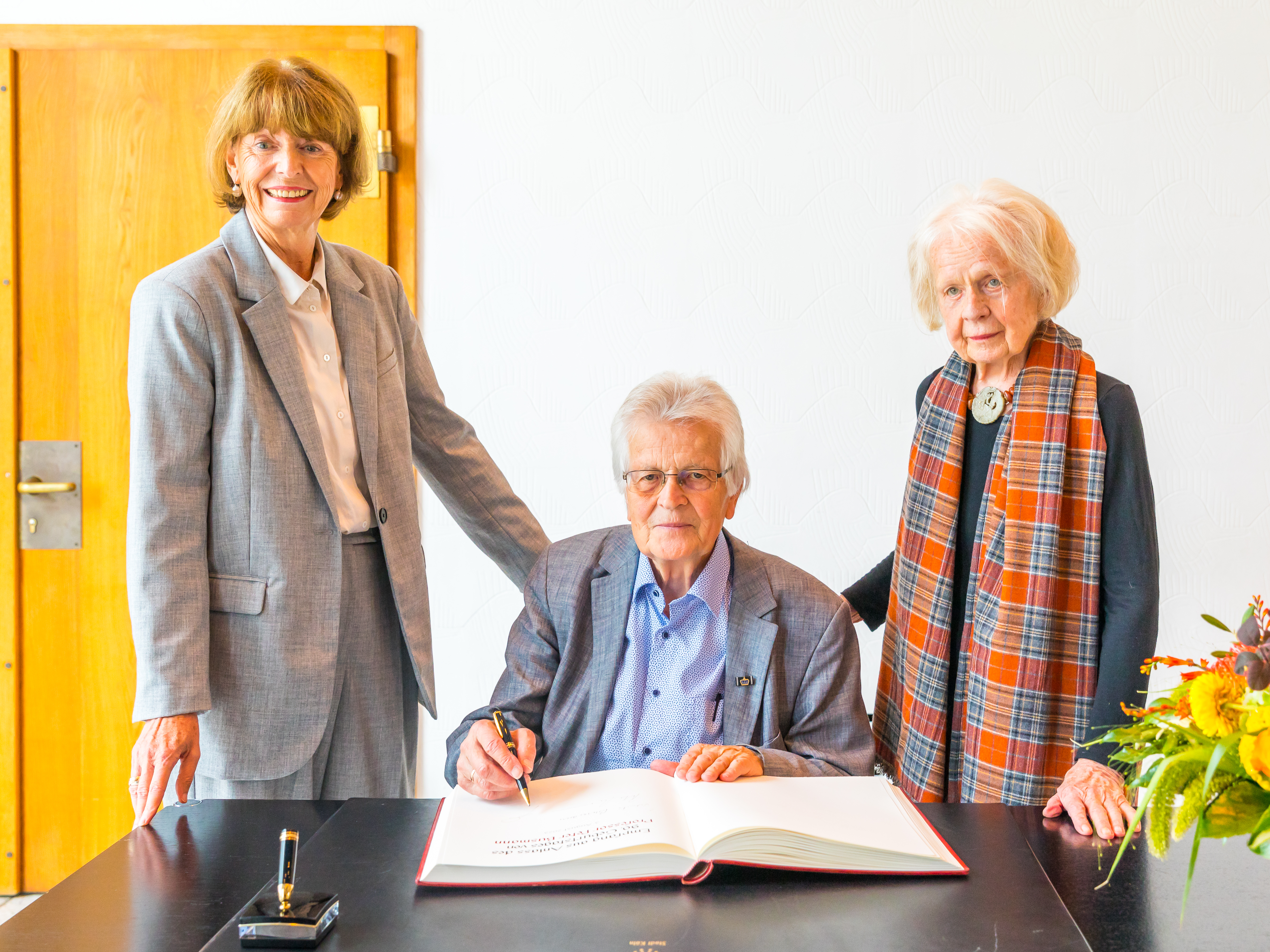
Peter Busmann trägt sich auf dem Empfang zum 90. Geburtstag im Rathaus in das Gästebuch der Stadt Köln ein. Daneben: Oberbürgermeisterin Henriette Reker und Ehefrau Vreneli (2023)

Peter Busmann (* 17. Juli 1933 in Hannover) ist ein deutscher Architekt.

## Leben
Busmann studierte von 1953 bis 1958 Architektur an der Technischen Hochschule Karlsruhe und an der Technischen Hochschule Braunschweig, seine Diplomarbeit entstand bei Egon Eiermann in Karlsruhe.
1962 gründete Peter Busmann sein eigenes Büro in Köln mit dem Bau des Max-Ernst-Gymnasiums in Brühl, das nach seiner Fertigstellung 1967 den Kölner Architekturpreis erhielt. 1967 wurde er in den Vorstand  des Bundes Deutscher Architekten (BDA) gewählt. 1969 gründete er zusammen mit Erich Schneider-Wessling die Architektengemeinschaft BAUTURM in Köln, späterer Namensgeber des Bauturmtheaters. 1972 war er Gründungsmitglied der Architektenkammer Nordrhein-Westfalen und begründete die Partnerschaft mit Godfrid Haberer, die unter dem Namen Busmann + Haberer agierte. 1977 wurde der Arbeitskreis Organismus und Technik mit dem Künstler und Philosophen Hugo Kükelhaus gegründet. Busmann ist Mitglied des Deutschen Werkbunds NW.
Busmann plant und baut seit über 25 Jahren Bildungsprojekte in den Slums von Peru und Kolumbien und ist u. a. Vorsitzender des deutschen Fördervereins Herederos del Planeta / Erben der Erde e. V. – Überwindung von Armut durch Bildung.
Im Zuge der kontrovers geführten Diskussion zur Realisierung des Jüdischen Museums innerhalb der Archäologischen Zone Köln wurde von Peter Busmann im Februar 2013 eine kostengünstigere Alternative vorgestellt, die lediglich eine Teilüberbauung des Rathausplatzes mit gläsernen Aufbauten und die Einrichtung eines flächenmäßig größeren Museums im ehemaligen Untergeschoss des Rathauses mit Eingang vom Alter Markt vorsah. Die Glaskonstruktionen hätten dann einen Einblick in die Archäologische gewährt. Busmann forderte ein Moratorium für den Bau des Jüdischen Museums und die Ausschreibung eines neuen Architektenwettbewerbs.
Im November 2022 wurde sein Vorlass dem Historischen Archiv der Stadt Köln übergeben. Busmann ist seit 1958 mit der Schauspielerin Vreneli Busmann geb. Dreutler verheiratet. Gemeinsam haben sie zwei Töchter und fünf Enkelkinder.

## Auszeichnungen
- 1967: Kölner Architekturpreis für das Max-Ernst-Gymnasium Brühl (als erstem Schulbau)
- 1987: Auszeichnung mit dem Architectural Award Carrara
- 1989: Ehrengast der Villa Massimo in Rom
- 1990: Kölner Architekturpreis
- 1991: Deutscher Architekturpreis
- 1992: Architekturpreis des BDA Nordrhein-Westfalen
- 1995: Architekturpreis Beton, Deutscher Naturstein-Preis
- 1996: Aufnahme in den Orden Pour le mérite für Wissenschaften und Künste, von 1997 bis 2005 dessen Vizekanzler
- 1997: Großes Verdienstkreuz des Verdienstordens der Bundesrepublik Deutschland mit Stern
- 2012: Bauturm Kunstpreis des Fördervereins des Bauturm Theaters, Köln (zusammen mit den Familien Haberer und Schneider-Wessling)
- 2023: Eintrag in das Gästebuch der Stadt Köln anlässlich seines 90. Geburtstages[5]

## Ausstellungen
- 2023: Peter Busmann Chin-fa Cheng. Chinesische Kalligraphie (anlässlich seines 90. Geburtstages); Überlebensstation Gulliver, Köln[6]
- 2012: Architektur-Skizzen – Monotypien und Bilder, in der Überlebensstation Gulliver (anlässlich seines 50. Berufsjubiläum  als freier Architekt)[7]
- 2012: Kirche trifft Kultur: Zerstörungspotentiale und Heilungsstrategien in der Architektur, in der Matthäuskirche Forumkirche Paul-Gerhardt in Köln-Lindenthal[8]